# Kaskada Kemble’a

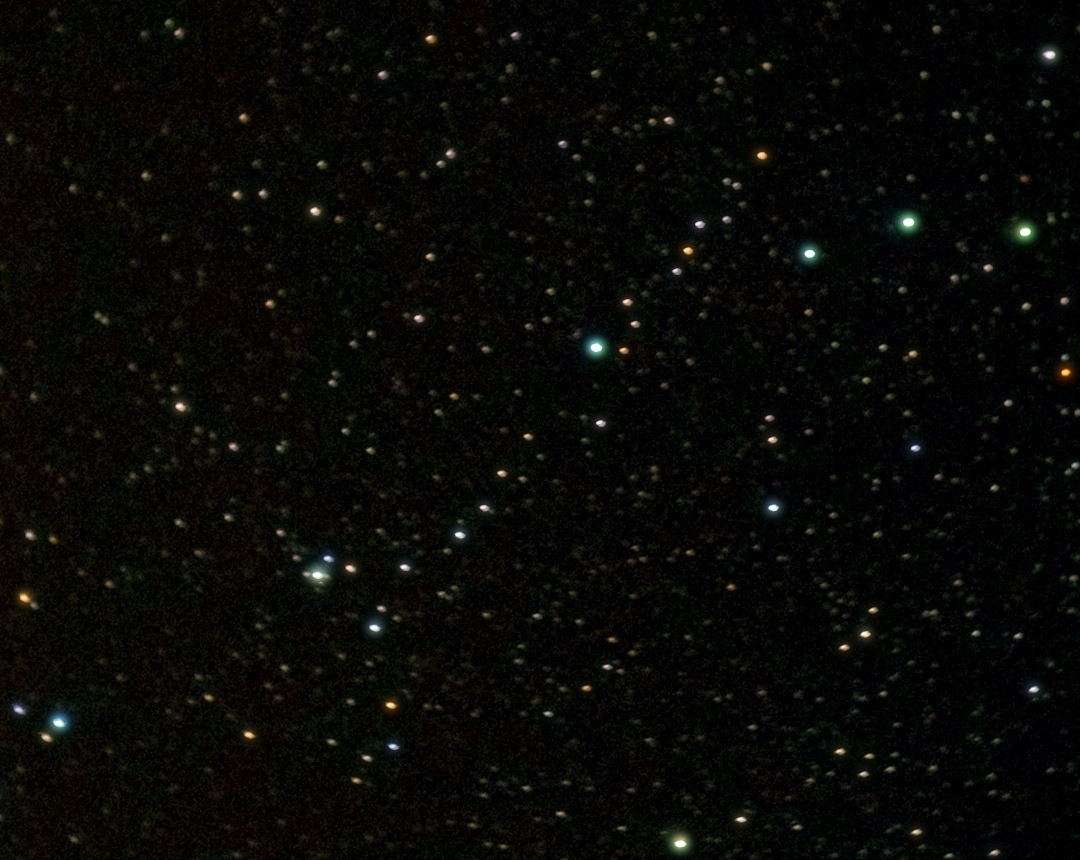
Kaskada Kemble’a widoczna przez amatorski teleskop

Kaskada Kemble’a – asteryzm astronomiczny obserwowany w konstelacji Żyrafy. Asteryzm ten tworzy 20 gwiazd ułożonych niemal w linii prostej. Może on być obserwowany już przy użyciu lornetki. Kaskada Kemble’a rozciąga się na przestrzeni odległości kątowej odpowiadającej przeszło pięciu tarczom Księżyca. Nazwa tego asteryzmu pochodzi od Luciana Kemble’a (1922–1999), miłośnika astronomii i zakonnika, który jako pierwszy zwrócił na niego uwagę.